# Cédric Lécluse
Pour les articles homonymes, voir Lécluse (homonymie).
Cédric Lécluse, né le 29 mars 1972 à Épinay-sur-Seine, Seine-Saint-Denis, est un footballeur français qui évoluait au poste de défenseur.

## Biographie
Cédric Lecluse commence le football à l'âge de sept ans au club d'Amilly dans la banlieue de Montargis. À l'âge de 14 ans, il est recruté par l'ASNL, à la suite d'un stage concluant de trois semaines en Forêt de Haye. Défenseur depuis son plus jeune âge grâce à son physique au-dessus de la moyenne, Cédric débute en pro le 15 novembre 1991 à Sochaux (2-2) sous la conduite d'Olivier Rouyer. Il ne quittera plus l'équipe pro et le poste de stoppeur.
Sa saison 2000/2001 débute par une grave blessure lors d'un match de préparation. Cédric Lecluse est absent des terrains pendant cinq mois. À son retour dans le groupe, il subit la concurrence de la charnière centrale Ouaddou-Hognon et doit souvent s'asseoir sur le banc de touche. Les absences pour sélection d'Abdeslam Ouaddou lui permettent toutefois d'effectuer son retour lors de quelques matchs.
Il retrouve une place de titulaire indiscutable la saison suivante, en 2001-2002, mais l'ASNL s'enfonce dans le ventre mou du championnat de D2. Cédric Lecluse souhaite alors découvrir un autre football et signe au Cosco Shangaï, en Chine. Mais le joueur ne s'intégrera jamais au mode de vie chinois et résilie son contrat au bout de six mois. De retour en France, il signe un nouveau contrat avec l'ASNL jusqu'à la fin de saison puis le prolonge de deux années supplémentaires en juillet 2003.
Après avoir subi les sifflets de certains spectateurs de Picot durant l'hiver 2005, Cédric Lécluse prend une belle revanche en marquant contre Guingamp puis en recevant une véritable ovation des abonnés lors de la présentation des joueurs au Zénith de Nancy. En fin de saison, le recordman des sélections à l'ASNL signe pour une nouvelle saison. 
Au début de la saison 2007/2008, il est transféré au SCO Angers, pensionnaire de Ligue  2, où il porte le brassard de capitaine. À l'issue de la saison, il décide de mettre un terme à sa carrière de footballeur à l'âge de 36 ans.
Il est aujourd'hui le joueur le plus capé du club de l'AS Nancy-Lorraine[réf. nécessaire].
En août 2016, il devient entraîneur-adjoint à l'AS Montigny-lès-Metz en Promotion d'Honneur,.
En mai 2022, il est diplômé du certificat d'entraîneur attaquant et défenseur (CEAD), diplôme nouvellement créé et délivré par la FFF.

## Palmarès
Avec l'AS Nancy-Lorraine :
- Vainqueur de la Coupe de la Ligue en 2006
- Champion de France de Ligue  2 en 1998 et 2005